# غوي درق عليا
غوي درق عليا هي قرية في مقاطعة مراغة، إيران. عدد سكان هذه القرية هو 33 في سنة 2006.